# تهران (مجموعه تلویزیونی)
تهران (به عبری: טהרן) یک مجموعهٔ تلویزیونی در ژانر ماجراجویی درام و جاسوسی ساخت اسرائیل است که توسط موشه زوندر برای کان ۱۱، اپل تی وی پلاس و نتفلیکس ساخته شده است. این سریال توسط زوندر و عمری شنهر و به کارگردانی دانیل سیرکین ساخته شده است. این سریال دربارهٔ جنگ نیابتی جمهوری اسلامی و اسرائیل می‌باشد.
نخستین قسمت سریال در ۲۲ ژوئن سال ۲۰۲۰ در اسرائیل به نمایش درآمد و اپل تی‌وی پخش جهانی آن را به عهده گرفت. این سریال افزون بر شبیه‌سازی شهر تهران از حضور بازیگران ایرانی، اسرائیلی و آمریکایی سرشناسی چون نیو سلطان، مناشه نوی، شان توب، نوید نگهبان، واسیلیس کوی کلانی، شروین عنابی و لیراز چرخی بهره می‌برد.
موشه زوندر اعلام کرده است که هدف نخستین او از سریال، «مقابله با تصویر منفی از ایران بود که هدف اصلی‌اش نابودی اسرائیل است».
همچنین این سریال در چهل و نهمین دوره جوایز بین‌المللی اِمی (اسکار سریال‌ها) برنده جایزه بهترین سریال درام شد.

## داستان
تامار رابینان، یک افسر اطلاعاتی یهودی‌تبار ایرانی است که متولد ایران پهلوی است ولی در اسرائیل بزرگ شده و پس از خدمت در یگان ۸۲۰۰ آمان، به موساد پیوسته. او برای غیرفعال ساختن یک راکتور هسته‌ای در ایران وظیفه دارد. به شکل دقیق، مأموریت وی خنثی‌سازی پدافند هوایی جمهوری اسلامی است تا هواپیماهای جنگی اسرائیل بتوانند یک راکتور هسته‌ای را بدون تلفات بمباران کرده و مانع از دستیابی ایران به بمب اتمی شوند. پس از ناکامی مأموریت، رابینیان در سرزمین کودکی خود گیر می‌کند، جایی که او ریشه‌های محلی خود را کشف می‌کند و با گروهی از ایرانیان دوست می‌شود.
فصل اول:
«تهمینه ربینیان» (تَمار)، زن جوان یهودی ایرانی‌الاصل که در اسرائیل بزرگ شده، به عنوان مامور موساد و هکر کامپیوتر، مخفیانه به تهران اعزام می‌شود تا پدافند هوایی ایران را مختل کرده و مقدمات حمله هوایی اسرائیل به یک سایت هسته‌ای را فراهم کند. او با هویت جعلی «ژیلا گربانی‌فر»، کارمند مسلمان شرکت برق، وارد مرکز برق تهران می‌شود و تلاش می‌کند سیستم راداری ایران را از کار بیندازد. اما مأموریتش زمانی شکست می‌خورد که رئیس شرکت برق، که او را با ژیلا اشتباه گرفته، قصد تعرض به او را دارد و در درگیری کشته می‌شود. تهمینه از محل فرار می‌کند و مخفی می‌شود.
او که در کودکی از ایران مهاجرت کرده، حالا در این کشور ریشه‌های خانوادگی خود را دوباره کشف می‌کند، با خاله‌اش دیدار می‌کند و به جمع فعالان دموکراسی‌خواه ایرانی می‌پیوندد. در همین حال، «فراز کمالی» ـ مسئول تحقیقات سپاه ـ مأموریت دارد تا او را ردیابی و دستگیر کند.
فصل دوم:
قبل از فرار به کانادا، تهمینه تصمیم می‌گیرد یکی از خلبانان اسرائیلی اسیرشده در مأموریت قبلی را نجات دهد. در بیمارستان با «مارجان منتظمی»، روان‌درمانگر بریتانیایی که مخفیانه برای موساد کار می‌کند، آشنا می‌شود. تهمینه با کمک او فرار می‌کند، اما خاله‌اش به جرم پناه دادن به او اعدام می‌شود. او به همراه «میلاد» تصمیم می‌گیرد در ایران بماند و مأموریت جدیدی را برای ترور «قاسم محمدی»، فرمانده جدید سپاه، انجام دهد. برای نزدیک‌شدن به او، تهمینه با پسرش «پیمان» رابطه برقرار می‌کند.
در این میان، مارجان با همسر فراز دوست می‌شود و به عنوان روان‌درمانگر او وارد زندگی‌اش می‌شود. تهمینه دو تلاش برای ترور محمدی انجام می‌دهد که هر دو با شکست مواجه می‌شوند. در یکی از آن‌ها، پیمان کشته می‌شود. با اینکه موساد مأموریت را لغو می‌کند، تهمینه و میلاد به آن ادامه می‌دهند. مارجان توسط همسر فراز مسموم می‌شود و جان می‌دهد. در نهایت، تهمینه با تلفن بمب‌گذاری‌شده محمدی را می‌کشد، اما میلاد هنگام فرار در انفجاری که موساد طراحی کرده بود کشته می‌شود. تهمینه تنها و بی‌پناه در ایران می‌ماند.
فصل سوم:
پس از کشته‌شدن میلاد به دست موساد، تهمینه که به‌خاطر نافرمانی از دستورها هدف موساد هم قرار گرفته، در حال فرار از هم مأموران ایرانی و هم اسرائیلی‌هاست. مامور موساد به نام «امیر» قصد کشتنش را دارد اما او پیش‌دستی کرده و او را می‌کشد. سپس به پناهگاه زنان می‌گریزد.
در همین زمان، «اریک پیترسون»، بازرس آفریقای‌جنوبی آژانس بین‌المللی انرژی اتمی، مشکوک می‌شود که ایران به‌رغم انکارهای مکرر، به دنبال ساخت سلاح هسته‌ای است. او دوربینی مخفی در یکی از تأسیسات جاسازی می‌کند، اما لو رفته و توسط فراز بازداشت می‌شود. موساد نیز در پی اطلاعات مارجان، تهمینه را هدف قرار می‌دهد اما او لپ‌تاپ مارجان را پیدا کرده و با افشای اطلاعاتی درباره قاچاق قطعات کلاهک‌های هسته‌ای توسط یک تاجر قدرتمند به نام «رامین رسمی»، خود را نجات می‌دهد و دوباره با موساد همکاری می‌کند.
تهمینه و پیترسون برای نخستین بار در انبار رامین با هم روبرو می‌شوند، جایی که پیترسون به‌زور مجبور به همکاری با پروژه مخفی هسته‌ای ایران می‌شود. گروهی سارق به‌طور تصادفی به انبار حمله می‌کنند و در درگیری، پیترسون را گروگان می‌گیرند.
در این میان، فراز تهمینه را می‌رباید اما در ازای دریافت پناهندگی برای خود و همسرش در نروژ، توافق می‌کند به موساد کمک کند. با این حال، موساد قولش را زیر پا می‌گذارد و با ورود «نيسان» (عامل موساد معروف به «جغد»)، فراز دستگیر می‌شود. تهمینه و نیسان پیترسون را نجات می‌دهند اما او فاش می‌کند که در واقع از ابتدا برای ایران کار می‌کرده و تمام بازداشت‌ها و نمایش‌ها، صحنه‌سازی بوده‌ تا از دید جامعه بین‌الملل پنهان بماند.
در ادامه، رامین رسمی که هم برای رژیم و هم برای CIA کار می‌کرده، فاش می‌کند که قطعات هسته‌ای آلوده به بدافزار هستند. پس از کشف این بدافزار توسط پیترسون، او تصمیم می‌گیرد کلاهک را منفجر کند تا انفجار هسته‌ای در اعماق زمین انجام شده و جامعه جهانی متوجه شود ایران به سلاح هسته‌ای رسیده، حتی اگر به بهای جان دانشمندان ایرانی تمام شود.
اما مسئولان ایرانی تصمیم می‌گیرند تست را جلو بیندازند، که باعث می‌شود خطر انفجار هسته‌ای در سطح شهر تهران و کشتار گسترده مردم عادی جدی شود. پیترسون از تصمیم آن‌ها شوکه می‌شود و با کمک تهمینه و رامین، تلاش می‌کند آن را متوقف کند.
آن‌ها در مسیر فرار، فراز را نیز وادار به همکاری می‌کنند. در نهایت، به‌جای خنثی‌سازی کامل، هسته را خارج کرده و تنها اجازه می‌دهند انفجار معمولی رخ دهد. در این انفجار، پیترسون و فراز کشته می‌شوند و تنها نمونه اولیه بمب هسته‌ای ایران نابود می‌شود. تهمینه و رامین موفق می‌شوند با هسته نجات‌یافته فرار کنند، در حالی که نیروهای ویژه ایرانی به محل انفجار می‌رسند.

## بازیگران و شخصیت‌ها
- نیو سلطان در نقش تامار رابینان، متولد تهران که در اسرائیل بزرگ شده بود و به عنوان هکر امنیتی برای موساد کار می‌کرد.
- شان توب در نقش فراز کمالی، که به عنوان مأمور ضدجاسوسی سازمان اطلاعات سپاه پاسداران انقلاب اسلامی کار می‌کرد.
- لیراز چرخی کارمند موساد
- گلن کلوز در نقش مرجان منتظمی که به عنوان مأمور محلی موساد در قالب روان‌پزشک کار می‌کرد.
- مناشه نوی در نقش رئیس موساد (فصل اول)
- مارک الیاهو در نقش میلاد کاهانی،

و موسیقی متن
- سیروس خداویسی در نقش حسن

## تولید و پخش

### تولید
تولید از ۲۸ اکتبر ۲۰۱۹ آغاز شد. این سریال در آتن پایتخت یونان فیلمبرداری شد.

### پخش بین‌المللی
در ژوئیهٔ سال ۲۰۱۹، شرکت Cineflix حق پخش انحصاری جهانی برای این سریال را بدست آورد. در ۱۶ ژوئن سال ۲۰۲۰، اپل تی‌وی حقوق بین‌المللی این سریال را در خارج از اسرائیل خریداری کرد، و به عنوان سرویس پخش اختصاصی سریال در سراسر جهان پخش می‌کند.

### ویژگی‌ها و منش سریال

نمونه‌ای از روش به نمایش‌کشیدن لیدر بسیجی و نیروهایش در سریال تهران (نمایی از درگیری بسیج و دانشجویان معترض در فصل یک)

پوستر فصل یک سریال؛ برج آزادی (شهیاد) به شکل فرسوده و کهنه به همراه افکت رنگی ویژه در زمینه نمایان است.

سریال تهران تلاش داشته است که برای بینندگان، تصویری امروزی و باورپذیر ارائه دهد که کمتر در سینمای غربی نمایش داده شده است. این سریال تلاش کرده است فضا و نمای معمول شهر تهران را شبیه‌سازی کند. نرده‌های دانشگاه تهران، خیابان انقلاب، فضای داخلی اداره‌های ایران، فرودگاه امام خمینی افزون بر جزئیاتی چون صندوق صدقات (که پس از انقلاب ۱۳۵۷ در این کشور نصب می‌شود)، از تلاش‌های این سریال برای کسب یک همانندسازی دقیق از شهر تهران است.
به گزارش بی‌بی‌سی فارسی، حریف موساد در این سریال، یعنی اطلاعات سپاه، کارکشته نمایش داده شده است و افسران اطلاعات سپاه در این سریال، به نسبت فیلم‌های تبلیغاتی خود حکومت جمهوری اسلامی ایران، همانند گاندو، زبردست‌تر نشان داده شده‌اند و دارای شناخت کافی از اسرائیل هستند.
موشه زوندر اعلام کرده است که هدف نخستین او از ساخت این سریال: «مقابله با تصویر منفی از ایران بود که هدف اصلی‌اش نابودی اسرائیل است».

### فصل‌ها
| فصل     | سفارش  | فیلمبرداری    | تاریخ پخش  | شمار قسمت‌ها - مدت |
| ------- | ------ | ------------- | ---------- | ----------------- |
| فصل اول | کان ۱۱ | اکتبر ۲۰۱۹    | ژوئن ۲۰۲۰  | ۸ قسمت - ۴۵ دقیقه |
| فصل دوم | کان ۱۱ | می ۲۰۲۲       | ژوئیه ۲۰۲۲ | ۸ قسمت - ۴۵ دقیقه |
| فصل سوم | کان ۱۱ | ۹ دسامبر ۲۰۲۴ |            |                   |

## فصل دوم
در بهمن ۱۳۹۹، ددلاین هالیوود گزارش داد که اپل تی وی پلاس در حال ساخت فصل دوم است که اولین محصول غیرانگلیسی این شرکت محسوب می‌شود. سری دوم این مجموعه از تاریخ ۶ می ۲۰۲۲ و از اپل تی‌وی پلاس پخش شد.
داستان فصل دوم از قرار زیر است:
قبل از اینکه تامار به خارج از ایران قاچاق شود تا زندگی جدیدی در کانادا آغاز کند، مأموریت نجات یکی از خلبانان اسرائیلی را که پس از مأموریت رآکتور اسیر شده بود، می‌پذیرد. او در بیمارستانی که خلبان در آن نگهداری می‌شود، با مرجان منتظمی، روان درمانگر و مأمور محلی موساد، روبرو می‌شود که به فرار او کمک می‌کند. عمه تامار به دلیل کمک به او اعدام می‌شود و تامار ویران شده قبول می‌کند که در تهران با میلاد بماند تا مأموریت جدیدی را انجام دهد: ترور قاسم محمدی که به ریاست سپاه پاسداران ارتقا یافته است. تامار با نزدیک شدن به پسرش پیمان تلاش می‌کند تا به محمدی دسترسی پیدا کند. فراز کمالی به تعقیب بی‌وقفه‌اش برای تامار ادامه می‌دهد، اما با شروع کار مرجان به عنوان روان‌درمانگر برای همسرش پس از ربوده شدن و آزادی او توسط موساد، خود را در خطر می‌بیند. علیرغم کمک‌های اکراهی فراز، تلاش تامار برای مسموم کردن محمدی و همچنین تلاش برای کشتن او با تلفن بمب‌گذاری شده با شکست مواجه می‌شود. یولیا میگن، رئیس موساد، مأموریت را لغو می‌کند، اما تامار و میلاد سعی می‌کنند کنترل ماشین اسپرت محمدی را در حالی که او با پسرش مسابقه می‌دهد، در دست بگیرند که نتیجه آن مرگ پیمان است. مرجان توسط ناهید همسر فراز مسموم می‌شود. تامار موفق می‌شود محمدی را با موبایل انفجاری بکشد. میلاد با یک خودروی بمب‌گذاری شده توسط موساد در ماشین فرار کشته می‌شود و تامار را تنها می‌گذارد و در ایران بدون هیچ‌کس قابل اعتمادی به دام می‌افتد.

### رسانه‌های خارج از ایران
- رسانه فورورد در اوت ۲۰۲۰، به بررسی احتمال تبلیغات و تمجید این سریال از رژیم جمهوری اسلامی ایران پرداخت. این رسانه به گول خوردن سریال توسط تبلیغات رژیم ایران پرداخت و از به تصویر کشیدن مخالفان رژیم به عنوان افرادی که دچار صفات ناشایستی چون اعتیاد به مواد مخدر هستند، نوشت و معتقد بود که چنین چیزی به ضرر مخالفان رژیم است و مورد انتقاد آنان و مورد حمایت رسانه‌های حکومتی خواهد بود.[۱۷]